# آزار مسیحیان

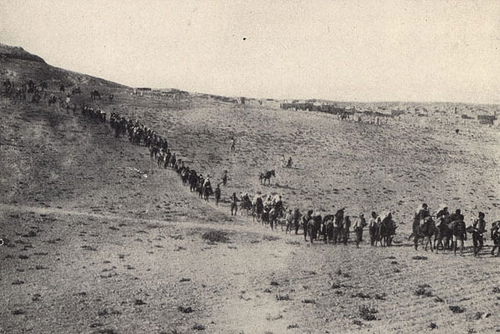
ارامنه به عنوان بخشی از نسل‌کشی ارامنه در امپراطوری عثمانی تبعید شد. یونان در طی نسل‌کشی یونان مورد آزار و اذیت مشابه قرار گرفت.

آزار مسیحیان (انگلیسی: Persecution of Christians) آزار مسیحیان به دوران اولیه مسیحی مربوط می‌شود. مسیحیان از آزار و شکنجه مذهبی رنج می‌برند، در دوره‌های مختلف تاریخی و در حال حاضر، مسیحیان بخاطر ایمانشان به مسیحیت مورد آزار و اذیت قرار می‌گرفتند.

## پیشینه
آزار و اذیت مسیحیان به‌طور خاص در دوران امپراتوری روم، که بر اکثر سرزمین‌هایی که مسیحیان در آن گسترش یافته بودند تسلط پیدا کرد بیشتر شد.
این موضوع از قرن اول تا قرن چهارم، زمانی که فرمان امپراتور کنستانتین بزرگ، به نام فرمان میلان در ۳۱۳ به پایان رسید ادامه داشت، ولی این دوره آزار و اذیت مسیحیت تبدیل به نقطه عطف مهمی در تاریخ گردید.

## قرن بیستم
مسیحیان در قرن بیستم توسط گروه‌های مختلف، از جمله کشورهای متعصب مانند اتحاد جماهیر شوروی و کره شمالی مورد آزار و اذیت قرار گرفتند. در طول جنگ جهانی دوم، بعضی از کلیساهای مسیحی در آلمان نازی برای مقاومت در برابر ایدئولوژی نازی و در آغاز جنگ داخلی اسپانیا توسط کمونیست‌ها و آنارشیست‌ها مورد آزار و شکنجه قرار گرفتند.

## آمار
در حال حاضر جمعیت مسیحیان حدود ۱۰۰ میلیون برآورد می‌شود که با سرکوب روبه رو می‌باشند، به ویژه در کشورهای کمونیستی و بسیاری از کشورهای دیگر مانند هندوستان.
با توجه به بررسی‌های اخیر، به نقل از واتیکان، ۷۵ نفر از هر ۱۰۰ نفر مسیحی به دلیل تعصبات مذهبی کشته شده‌اند. برخی از مسیحیان تخمین زده‌اند که تا کنون و طی دو هزار سال از پیدایش مسیحیت می‌گذرد، حدود ۷۰ میلیون مسیحی بخاطر اعتقادات و مذهب خود کشته شده‌اند، که ۴۵٫۵ میلیون یا ۶۵ درصد از آنها در قرن بیستم می‌باشد.

## عصر جدید
پس از ظهور مسیحیت، مبارزه علیه دین مسیح توسط فریسیان و نهادهای مذهبی یهودی آغاز شد، و خطبه‌های پطرس نخستین و دوم، موجب دستگیری و بازداشت پطرس و یوحنا توسط شورای یهودیان شد. بنا بر روایات مسیحیان پطرس یکی از بنیانگذاران کلیسای رم بود پس از اینکه کلیسای آنتیوخ را تأسیس کرد و آخرین سال‌هایش را تا زمان مرگش در ۶۴ یا ۶۷ سالگی در آتش بزرگ روم و آزار و اذیت مسیحیان نرون به سر برد.
شاول که گرایش افراطی فاشیستی داشت برجسته‌ترین کسی بود که مسیحیان را مورد آزار و اذیت قرار می‌داد که در حال حاضر نیز برای مبارزه با مسیحیت به عنوان یک گروه یهودی شیطانی، دین واقعی یهود را مورد تهدید قرار می‌دهد.

## آزار مسیحیان در ایران

### آزار مسیحیان در جمهوری اسلامی
- سه نوکیش مسیحی به نام‌های بابک حسین‌زاده، بهنام اخلاقی و صاحب فدایی، به دلیل مسیحی شدن، توسط نظام جمهوری اسلامی ایران به حبس‌های بلندمدت محکوم شده‌اند.[۷]